# سن-امه-ده-لاک، کبک
سن-امه-ده-لاک (به فرانسوی: Saint-Aimé-des-Lacs) شهری در منطقه شهری شارلووا-است ناحیه کاپیتل-ناسیونال در استان کبک کانادا است. در سرشماری سال ۲۰۱۱ این شهر ۱٬۰۱۶ نفر جمعیت داشته‌است و مساحت آن ۱۰۱٫۵۷ کیلومتر مربع است.